# Figueras (Castropol)
Figueras (en eonaviego y oficialmente As Figueiras) es una villa y una parroquia del concejo asturiano de Castropol, España, y una villa de dicha parroquia.
La parroquia tiene una superficie de 1,89 km² en la que habitan 709 personas (2009).
La villa de Figueras tiene una población de 600 habitantes (2009), está situada a una altitud de 20 m y dista 6 km de Castropol, la capital del concejo.
Cuenta con uno de los 18 puertos pesqueros de Asturias, perteneciente a la capitanía de 3.ª de Luarca.

## Entidades de población
| Nombre (en español) | Nombre oficial (en eonaviego) |
| ------------------- | ----------------------------- |
| Figueras            | As Figueiras                  |
| Granda              |                               |
| Lois                |                               |
| Rozadela            |                               |
| San Román           |                               |

### Sitios
- A Lagúa

## Características
La villa de Figueras es la localidad más poblada del municipio de Castropol, a pesar de no ser la capital del mismo. Es un enclave caracterizado por su belleza situado en la ría del Eo, accidente geográfico que marca la frontera entre el Principado de Asturias y la provincia de Lugo.
La principal actividad industrial de la villa proviene de la empresa Astilleros Gondán, con la ocupación de varios cientos de trabajadores de Figueras y las villas circundantes.
En la actualidad Figueras es un núcleo turístico cuya población crece sustancialmente en verano.
Cuenta con servicios básicos como médico de guardia, farmacia, correos o taxi, así como varias pequeñas tiendas, quiosco y suficientes bares. En Figueras se encuentra la sede del Colegio Rural Agrupado Tapia-Castropol. Entre las asociaciones más importantes se encuentran la Asociación de Mayores "Cristo del Buen Viaje" y el Grupo Coral "Puerto de Figueras".
También posee un campo multiusos para fútbol sala y para baloncesto, que alberga competiciones en verano, así como un pequeño aeródromo (Sede del Aeroclub Arnao) y Campo de Tiro. Entre los clubes deportivos existentes se pueden citar el Club Náutico de Figueras, el Marino das Figueiras (de fútbol sala) y el Figueras Actividades Subacuáticas.

## Playas

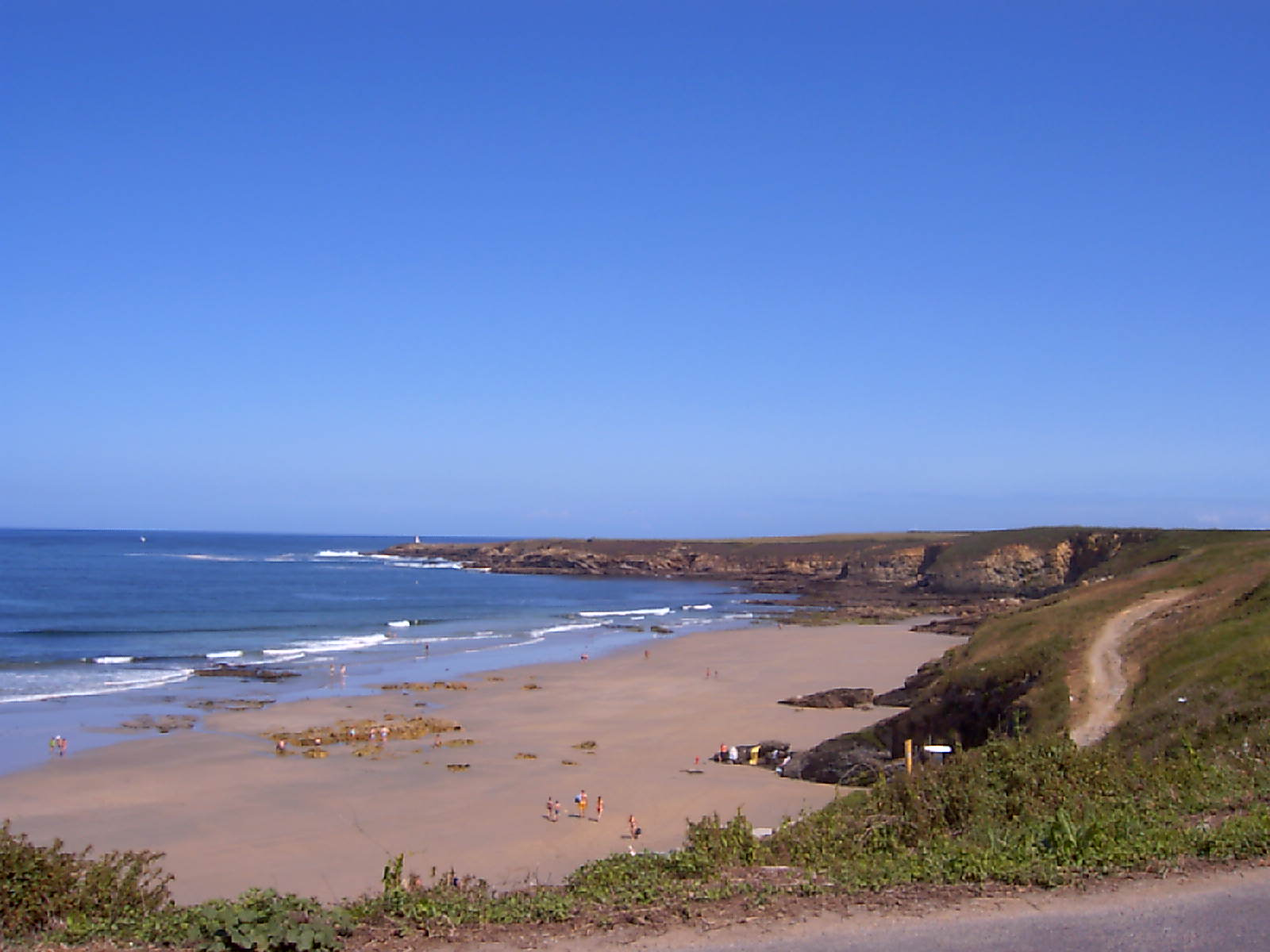
Playa de Arnao.

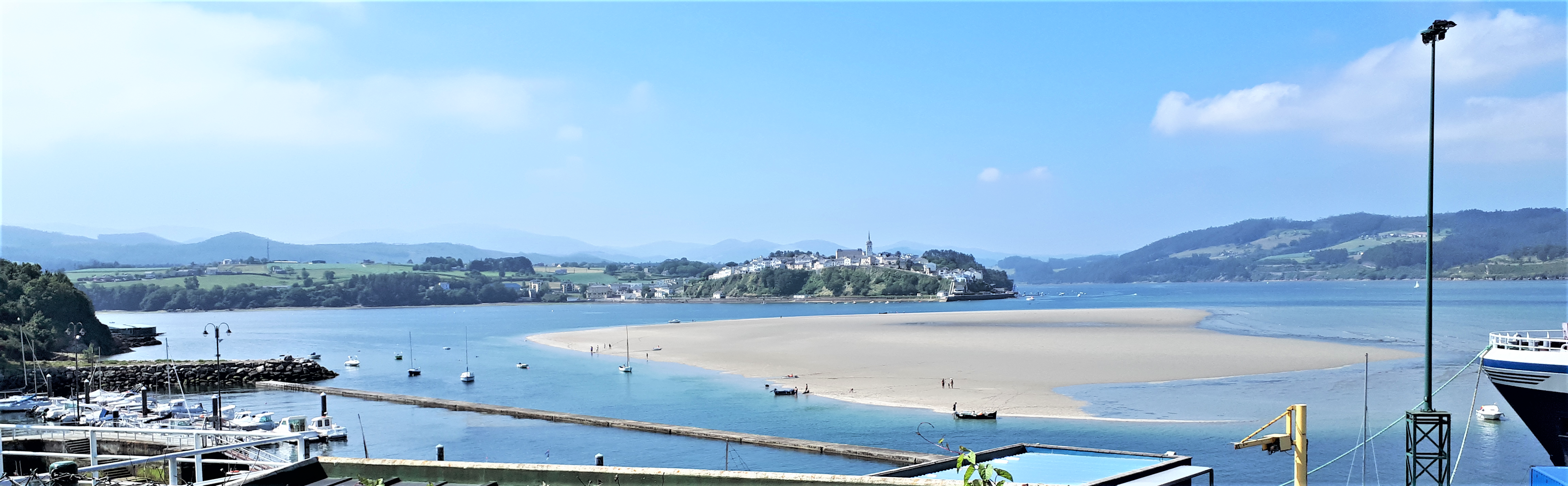
Playa El Tesón.

La Reserva Natural Parcial de la Ría de Eo proporciona a Figueras sus más importantes playas: la de Arnao y la de San Román.
- Arnao es un tranquilo y acogedor arenal en la desembocadura de la ría que cuenta con todos los servicios básicos, buen aparcamiento y zona de esparcimiento, en sus cercanías se haya también el área recreativa de Salgueiro además de contar con una muy buena red de caminos para los amantes de los paseos.
- San Román es una playa semiurbana, muy cercana al puerto y sin servicios básicos pero con un particular encanto. En ambos casos la superficie de los arenales se ve afectada por el estado de las mareas, que lleva a la desaparición total de la playa de San Román en las pleamares y a una espectacular reducción de la superficie en la de Arnao.
- El Tesón es un arenal que se puede denominar como playa, pese a que se trata de un banco de arena localizado en el centro de la ría y frente al puerto de Figueras, y al que se accede en las bajamares en lancha o a nado desde muelle.
- Otras playas de la localidad son la de Arnela o A Playa dos Botes, ya en el interior de la ría y que son muy adecuadas para el marisqueo aficionado.

Además pueden realizarse varias actividades en la ría del Eo, como paseos en lancha, kayak o vela. Su evolución ha llevado a la incorporación de pantalanes para las lanchas de recreo y a la creación de un club náutico en vías de expansión.

## Historia
Los primeros restos históricos conocidos corresponden con los cantos trabajados de la cultura achalense localizados en la zona de Arnao, no existiendo otros conocidos ni de la prehistoria ni de la antigüedad, salvo los citados por Miguel García Teijeiro correspondientes a la cultura castreña pero que son desconocidos en la actualidad y carentes de todo estudio moderno.
La villa de Figueras, o puerto de San Román en algunas escrituras antiguas, permaneció vinculada a la Puebla de Reboredo hasta que en el siglo XI pasa a la tutela del obispo de Oviedo. Siendo obispo Gutierre de Toledo traspasa el coto de Figueras, el de Santiso y el territorio de Barres a Álvaro Pérez Osorio, marqués de Astorga, el 9 de junio de 1378. El 21 de octubre de 1537, Pedro Álvarez Osorio, marqués de Astorga, vende a Lope Osorio de Moscoso, conde de Altamira, el señorío de Figueras y el coto de San Tirso de Abres incluyendo en esta venta los términos, distrito, jurisdicción civil y criminal, alta y baja, y el mero y mixto imperio de tales lugares, todo por el precio de 672 500 maravedíes, aclarando posteriormente en escritura complementaria que también las alcabalas del puerto figuraban en la venta.
Pocos meses después, el 10 de febrero de 1538, el mismo conde de Altamira vende a Arias Pardo de Donlebún los cotos de Las Figueras y San Tiso. La historia de Figueras bajo el señorío de los Pardo fue un continuo litigio por las supuestas arbitrariedades de los mismos en el ejercicio de la jurisdicción del coto. El 1 de junio de 1775 el Real y Supremo Consejo de Castilla dicta sentencia sobre la propiedad del coto y los mareantes de Figueras pagan 680 000 maravedíes quedando los vecinos, matriculados y terrestres, en la posesión libre del coto.
Del mismo modo, en 1777 los vecinos obtienen la jurisdicción, por lo que a partir de ese momento se regirán bajo sus propias normas, tanto que en 1779 los propios vecinos aprueban sus ordenanzas de gobierno, rigiéndose independientes hasta 1826, momento en el que Fernando VII de España declara suprimidos todos los ayuntamientos particulares, incorporándolos al concejo más próximo para su administración municipal y de justicia, perdiendo Figueras desde aquel momento su independencia.
Entre el 11 de marzo de 1811 y el 24 de mayo de 1812, con motivo de las diversas invasiones francesas de Asturias en el marco de la Guerra de la Independencia Española, Figueras acoge a diversas instituciones del Gobierno, tales como la Junta General del Principado de Asturias o la regencia de la Real Audiencia de Asturias.
En 1826, con motivo de la inclusión del ayuntamiento en el concejo de Castropol tienen lugar nuevos litigios en la liquidación del ayuntamiento que conllevaron el embargo de bienes de los antiguos concejales de la jurisdicción y la subasta de los mismos hasta cubrir los 2436 reales y 15 maravedíes correspondientes al descubierto en el Tesoro del Ayuntamiento, subasta de la que se retraen los vecinos de Figueras no acudiendo nadie a la misma en dos ocasiones y siendo al final adquiridos por la Real Hacienda.
A lo largo de la segunda mitad del siglo XVIII Figueras llegó a contar con un total de siete fábricas de conservas como La Rayana, La Perseverancia, La Amistad y la Idea, envasando carne, vegetales y pescado y convirtiendo a la villa en una de las más industriosas de la comarca. Dicha actividad industrial no tuvo una vida demasiado prolongada y el relevo fue tomado por la construcción naval (la primera información sobre la misma en Figueras data de 1615 según refleja el Plano y Descripción del Puerto de Rivadeo, de Bartolomé Muñoz) con la constitución de Astilleros Gondán en 1925 de la mano de Francisco Díaz Martínez.
Otro de los hechos más destacados de la historia de Figueras tiene que ver con la obtención de su independencia parroquial a finales del siglo XIX. Históricamente la villa había pertenecido a la vecina feligresía de Barres, solicitando ya en 1808 al Obispo de Oviedo Gregorio Hermida y Gamba el nombramiento de un presbítero confesor para administrar los Santos Sacramentos y celebrase misa los domingos. En 1844 el Gremio de Mareantes de Figueras incide en la necesidad de reposición de la Vicaria preexistente y que había sido suprimida con reclamación al obispo y al ayuntamiento, no siendo hasta 1851 cuando se restituye al vicario por el obispo Ignacio Díaz Caneja. En 1858 se solicitó permiso para la colocación de la pila bautismal, celebrar matrimonios, construir un cementerio en los límites de la Vicaría y hacer funerales, todo ello con la oposición del cura de San Esteban de Barres.
En 1861 se solicita formalmente la conversión en parroquia, con respuesta negativa del obispo y logrando por fin la ansiada independencia parroquial en 1887, de la mano del obispo fray Ramón Martínez Vigil, aunque retrasando la misma hasta el año 1894 dada la exigencia de ampliar la iglesia, dicha emancipación es recordada hoy en día con una placa en lo más alto de la iglesia parroquial colocada el dos de junio de 1894.
La Guerra Civil conllevó la construcción del campo de concentración de Arnao y la posterior reclusión en el mismo de numerosos republicanos entre los años 1937 y 1943.

## Urbanismo
La evolución urbana de Figueras viene marcada tanto por su orografía como por la pertenencia del Coto de Las Figueras a la familia Pardo.
Desde el primero de esos puntos de vista el entramado de las calles de Figueras no difiere bastante del de cualquier otra villa marinera del Cantábrico, con estrechas calles que se entrelazan por la ladera que desciende desde la rasa costera hasta la playa o puerto, verdadero centro de la actividad social y económica de la mayoría de estas villas.
El segundo de los puntos citados (la pertenencia del Coto a los Pardo) limitó sensiblemente el desarrollo de sus posibilidades de expansión urbana de la misma. Partiendo de la base de lo reducido del espacio edificable en el Coto (que medía un tiro de escopeta de Oriente a Poniente y de Mediodía a Norte poco más o menos lo mismo según las respuestas al Catastro de Ensenada) y sumando a esto las limitaciones establecidas por la familia Pardo, tal y como atestiguan los vecinos en el pleito de tanteo de la Jurisdicción …que por hallarse tan reducidas las casas viven dos o más en una y duermen en una corta pieza dos matrimonios…de forma que viven con tanta incomodidad que apenas puede recogerse por no alcanzar más hueco, y aunque confinante a la Jurisdicción hay términos donde puede hacerse edificios y ensanchar la población, lo embaraza don Vicente Pardo se ha de suponer que la expansión del entramado urbano es posterior a la obtención de la redención (1775).
Hasta ese momento el entramado urbano finalizaría en la iglesia parroquial, contando la villa en 1811 con únicamente dos calles dignas de ese nombre y mención en el padrón parroquial: la calle Donlebún y la calle San Román, se puede suponer que la primera de las mismas corresponde a la bajada al Palacio por la calle Comercio y la segunda probablemente a la continuación de la misma desde la plaza da Leña al Muelle. Sí existía una importante población (y se supone por tanto que edificaciones) en otros núcleos aledaños pero no incluidos en el Coto, tales como Granda, El Carbayo, Lois o Rozadela.
A partir de la obtención de la Jurisdicción sobre el Coto e independencia municipal se produce el ensanche de Figueras en la zona superior de la villa en un trameado callejero cuadriculado propio del urbanismo más moderno de la época. De 1900 data el plano publicado por Laureano López Acevedo y que fija las edificaciones habitacionales e industriales de la villa con muy poca variación a la Figueras que conocemos hoy en día.
El Plan General de Ordenación Urbana que el Ayuntamiento de Castropol aprobó para Figueras proyecta diversas unidades de actuación para la edificación de viviendas destinadas principalmente a segunda residencia, y que se han visto mayoritariamente paralizadas debido a la crisis del sector inmobiliario.

## Patrimonio

### Edificios

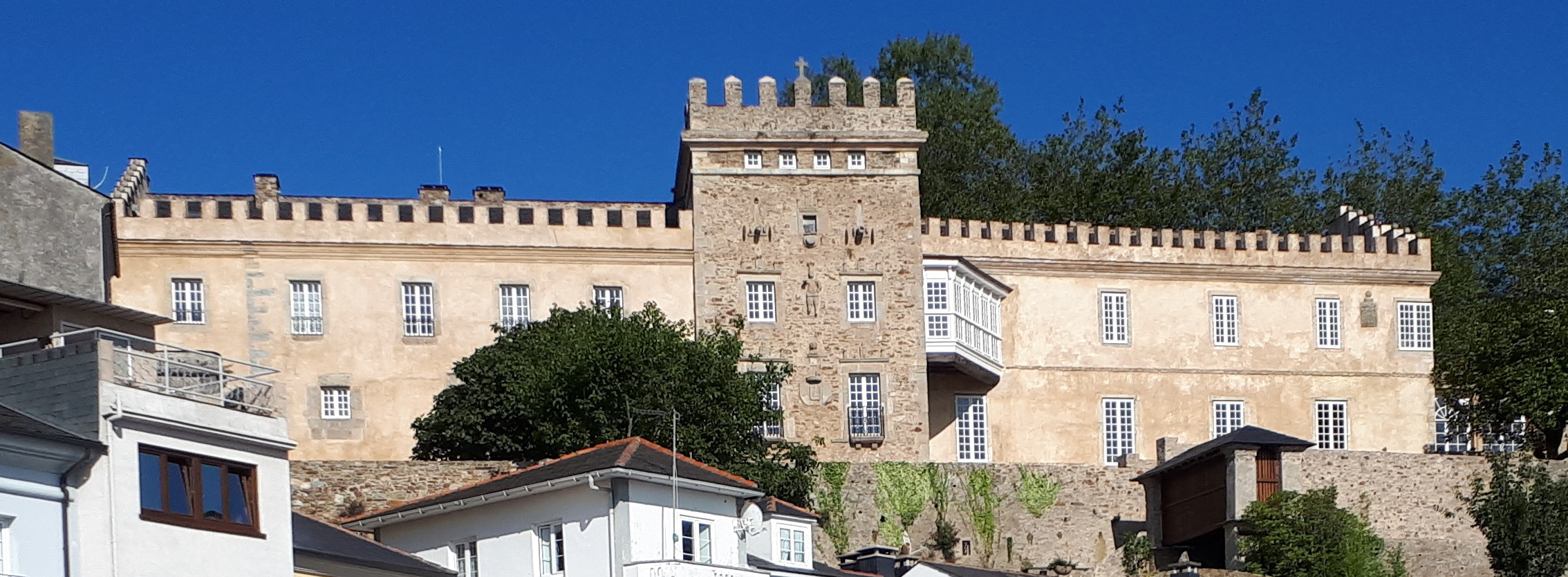
Palacio de los Pardo Donlebún.

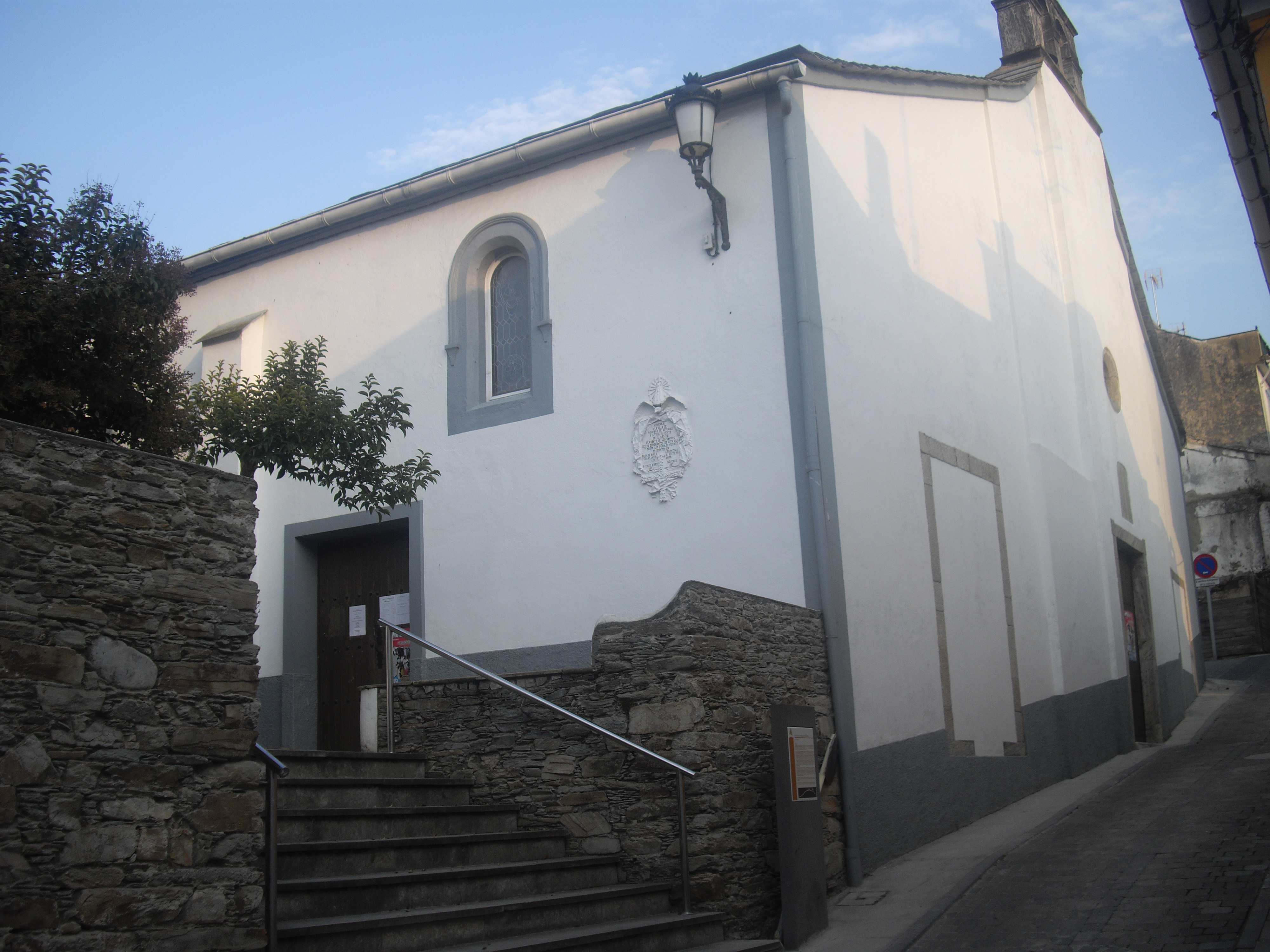
Iglesia de Santiago Apóstol

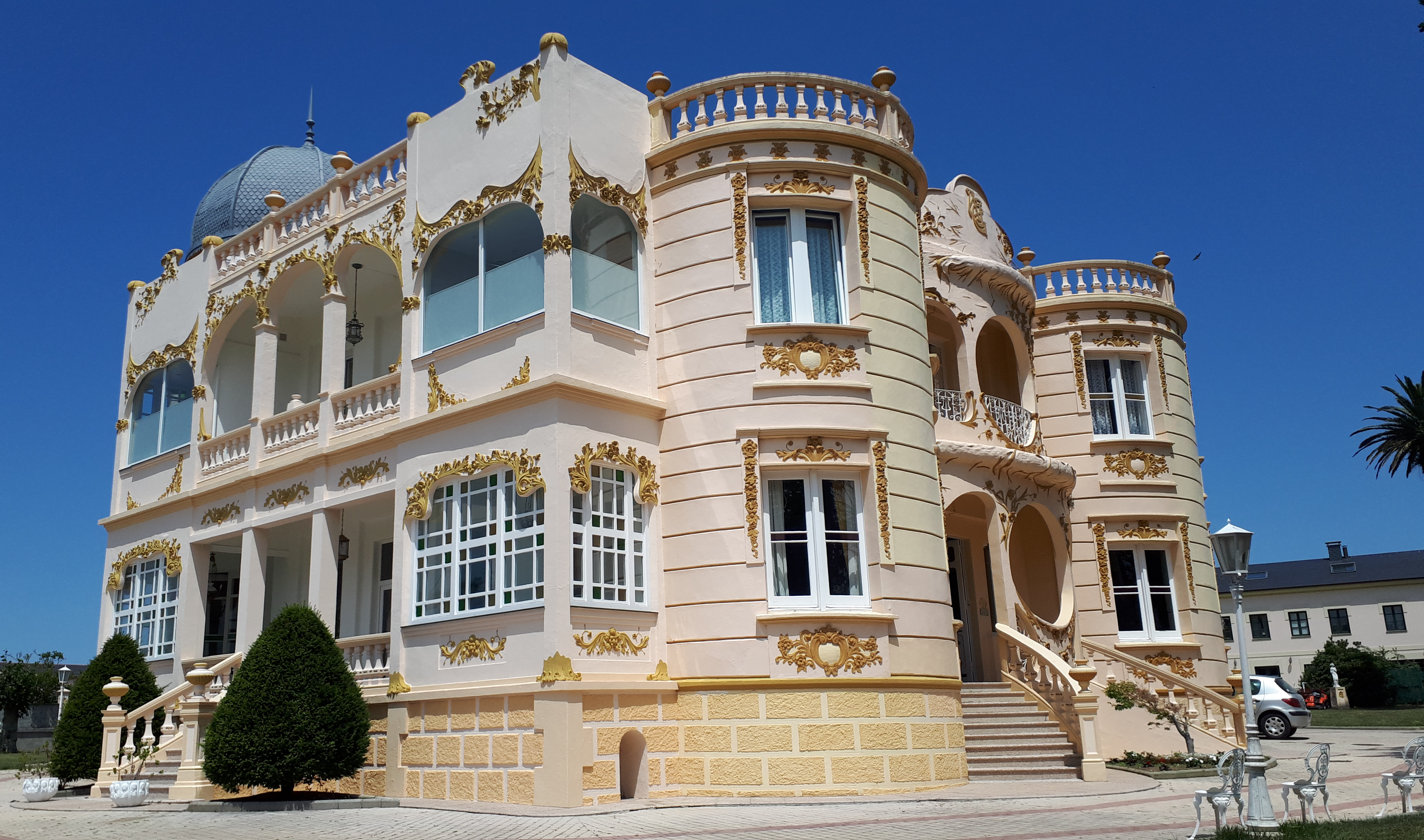
Palacete Peñalba

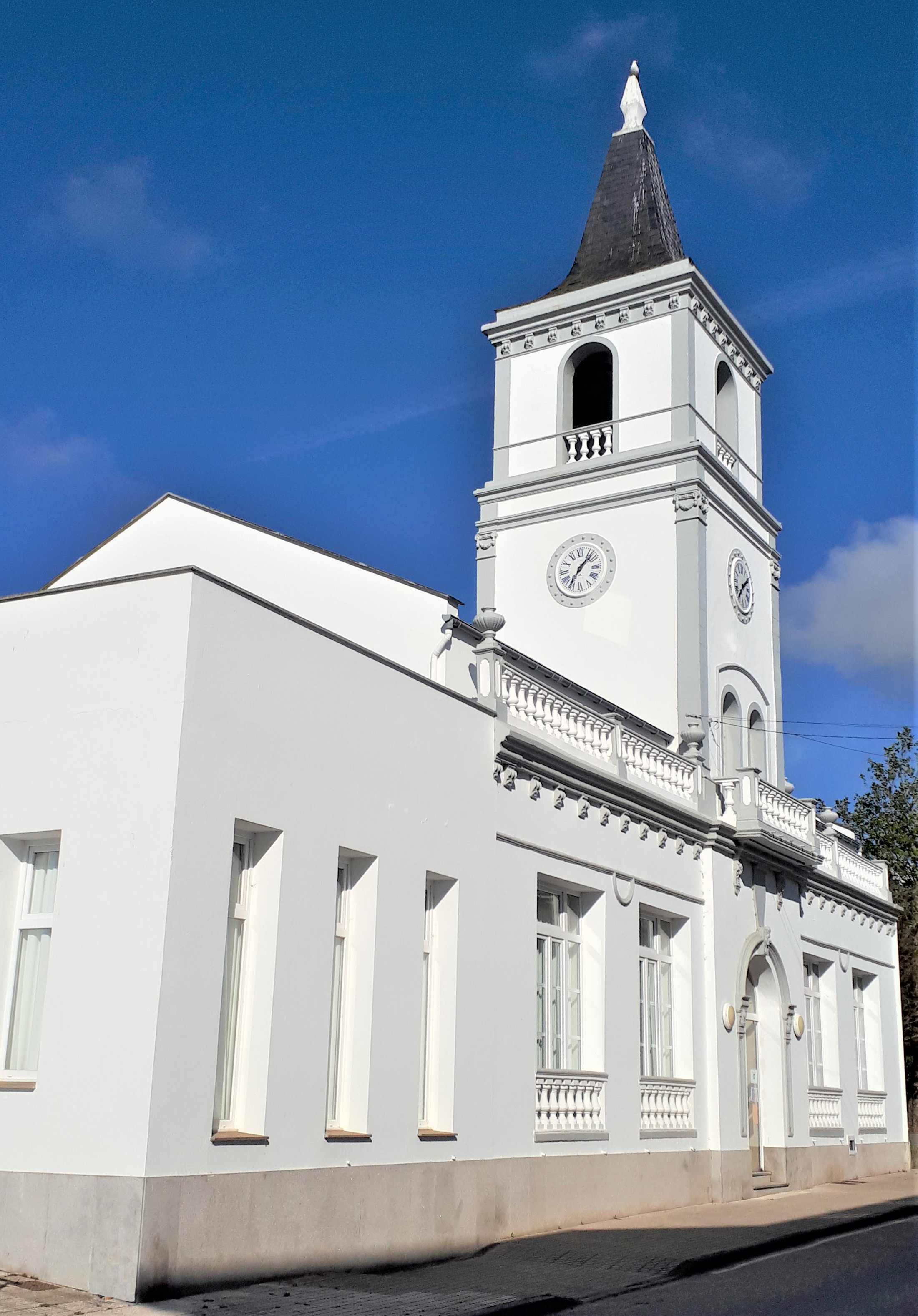
Torre del Reloj, casa de cultura municipal.

Entre los edificios singulares existentes en Figueras, tanto de carácter religioso como civil o militar, destacan:
- Palacio de los Pardo Donlebún, cuya torre central data del siglo XVI y que está arropada por dos cuerpos simétricos de épocas posteriores.
- Iglesia de Santiago Apostol, del siglo XVII, edificada sobre un antiguo hospital de peregrinos y cuyo retablo mayor data de 1795.
- Ermita de la Atalaya, del siglo XIX, pero con referencias a la misma ya en 1615
- El Fuerte de Arroxo (Fortín d’Arroxo), cuyos orígenes son coetáneos a los del ribadense Castillo San Damián como pareja defensiva de la bocana de la Ría del Eo, ya en el siglo XVII.
- Chalets de Doña Socorro o Palacete Peñalba, actual emplazamiento del Hotel Palacete Peñalba, que fueron construidos en 1912 por el arquitecto militar Ángel Arbéx, discípulo de Gaudí y que representan uno de los mejores ejemplos de la arquitectura indiana asturiana de principios de siglo XX con rasgos muy nítidos del art nouveau.
- Escuelas Laicas, actual Fundación Villamil y sede del C.R.A. de Figueras, y que acogió a las segundas escuelas de carácter laico existentes en Asturias, inauguradas en 1917 bajo la tutela de Florencio L.Villamil.
- La Torre del Reloj que data del año 1927, también vinculada en su momento con las funciones educativas. Edificación que en la actualidad alberga la Casa de Cultura y la Biblioteca Pública Municipal “Miguel García Teijeiro” y cuyo emplazamiento (fruto de la donación de reloj y torre por parte de D. Domingo Gayol y Martínez Magadán) provocó en su momento una encendida polémica entre los más insignes figuerenses.
- El Pósito de Pescadores, edificio terminado en el año 1932 y que alberga la sede de la Cofradía de Pescadores de Figueras, única del concejo. Su construcción fue costeada en una parte importante por aportación popular.

### Arqueología
Desde un punto de vista arqueológico son escasos los restos existentes. Se han hallado restos correspondientes a la cultura achalense (más concretamente cantos trabajados en la zona de Arnao) y sin duda la cultura castreña tuvo presencia en la localidad, con la cercanía del Castro da Punta del Corno, en la localidad de Villadún en la parroquia de Barres, aunque no se han hallado muestras de relevancia en Figueras. La existencia de restos de la época castreña es citada por Miguel García Teijeiro en "Algo para la historia de Figueras de Asturias" que afirma que ya en 1743 el Gremio de Mareantes informa del hallazgo en El Cotarelo de una lápida con una inscripción borrosa, pese a que no se puede constatar su existencia actual. Entre los otros restos citados por Teijeiro están los supuestamente existentes en Corveira (cercano a la Ermita de la Atalaya), aludiendo a la calificación de romanos que Madoz hace en su Diccionario.
Entre los restos constatados y de muy reciente hallazgo (año 2007) se encuentra el Yacimiento Submarino de Llan, en la Ensenada de Arnao, localizado por varios submarinistas aficionados del club Figueras Actividades Subacuáticas y que consiste en los restos de un naufragio (probablemente del siglo XVIII) que engloban entre otros un total de doce cañones, cerámicas, balas de cañón, etc. Dichos restos fueron incluidos en el año 2009 en el Catálogo de Restos Arqueológicos del Principado de Asturias. Dicho yacimiento se conoce también como Los cañones del Eo pues fue el nombre otorgado por la prensa en las sucesivas noticias sobre el mismo.

### Otros
Figueras cuenta con la probablemente mejor Biblioteca privada de Asturias, en manos del bibliófilo José Luis Pérez de Castro, y que alberga una excelente colección de materiales documentales referidos al Occidente de Asturias y a Figueras en particular. La biblioteca no se encuentra abierta al público.

## Fiestas
Pese a que el patrón de la iglesia parroquial de Figueras es Santiago Apóstol no se celebran fiestas en su honor, en su lugar Figueras honra a la Virgen del Carmen y a San Román.
- Las fiestas de San Román y la Ascensión se celebran en mayo-junio y en los últimos años han perdido esplendor. La ermita de la Atalaya se encuentra bajo la advocación de este santo y tradicionalmente se celebraba una procesión con su imagen entre la iglesia parroquial y esta, donde se celebraba una misa.
- Las fiestas del Carmen, en honor a la patrona marinera, se celebran en la primera semana de agosto y en ellas el pueblo explota de alegría y animación con actividades variadas como la lectura del pregón, conciertos, el día de los mayores, juegos infantiles, una carrera cicloturista o las tradicionales cucañas. Las verbenas de las mismas se cierran con fuegos artificiales en la madrugada del domingo, entre los que se incluyen fuegos acuáticos, con bastante fama entre los pueblos de la comarca.

La celebración del Carmen incluye una procesión marinera que hace un recorrido circular por las tres localidades de la Ría (Ribadeo-Castropol y Figueras) desde las que la imagen de la patrona es honrada con cohetes, sirenas de barcos y los tañidos de las campanas de las villas, al finalizar la misma se entona la Salve Marinera en el muelle y se acompaña a la imagen de vuelta a la iglesia tras la celebración de una misa de campaña.
- En cuanto a otras citas religiosas, se debe destacar por su extraordinaria belleza la celebración de la "Procesión del Silencio", en Semana Santa, con un recorrido circular desde la iglesia al muelle para posteriormente subir por la carretera que bordea la costa bajo la luz de las velas que portan los participantes.

## CDE Marino Das Figueiras
Equipo de fútbol sala que actualmente (desde 2013) compite en Regional Preferente en la Real Federación de Fútbol del Principado de Asturias.
Jugó también en la Federación Gallega de fútbol sala (2012)
Ha logrado diferentes premios como:
1. I Liga Provincial de Lugo.
2. I Copa Provincial de Lugo.
3. I Ascenso a Primera División Regional.
4. I Ascenso Autonómica Norte de Galicia.
5. I Premio Honorífico principado de Asturias.
6. III Trofeos Carballo.